# Arendt Dubois
Arendt Dubois, även känd under namnet Mäster Arend Mahler, var en kyrkomålare verksam i Sverige under 1600-talet
Dubois finns noterad som husägare i Göteborg. Han gifte sig 1666 med Sofie Felbier. Bland hans arbeten märks en altartavla i Spekeröds kyrka daterad 1671 och en altartavla i den äldre Ucklums kyrka daterad 1674. 